# Hall Cove
Die Hall Cove (englisch; bulgarisch залив Хол saliw Chol) ist eine 2,85 km breite und 1 km lange Bucht an der Nordwestküste von Nelson Island im Archipel der Südlichen Shetlandinseln. Sie liegt nordöstlich des Smilets Point und südwestlich des Retamales Point.
Britische Wissenschaftler kartierten sie 1968. Die bulgarische Kommission für Antarktische Geographische Namen benannte sie 2014 nach John Hall vom British Antarctic Survey für seine Unterstützung des bulgarischen Antarktisprogramms.